# Janee' Kassanavoid
Janee' Kassanavoid (Lawson, 19 gennaio 1995) è una martellista statunitense, vincitrice della medaglia di bronzo a Oregon 2022 e della medaglia d'argento a Budapest 2023.

## Palmarès
| Anno | Manifestazione   | Sede     | Evento              | Risultato | Prestazione | Note |
| ---- | ---------------- | -------- | ------------------- | --------- | ----------- | ---- |
| 2022 | Mondiali         | Eugene   | Lancio del martello | Bronzo    | 74,86 m     |      |
| 2022 | Campionati NACAC | Freeport | Lancio del martello | Oro       | 71,51 m     |      |
| 2023 | Mondiali         | Budapest | Lancio del martello | Argento   | 76,36 m     |      |